# Ardeosaurus
El Ardeosauro (gen. Ardeosaurus) es un reptil extinto que aparentemente pertenecía a Squamata. Vivió en el Jurásico superior (hace unos 140 millones de años) en Europa (Alemania), y medía 20 cm de longitud. Este primitivo geco tenía la cabeza achatada y los grandes ojos característicos de sus parientes modernos.

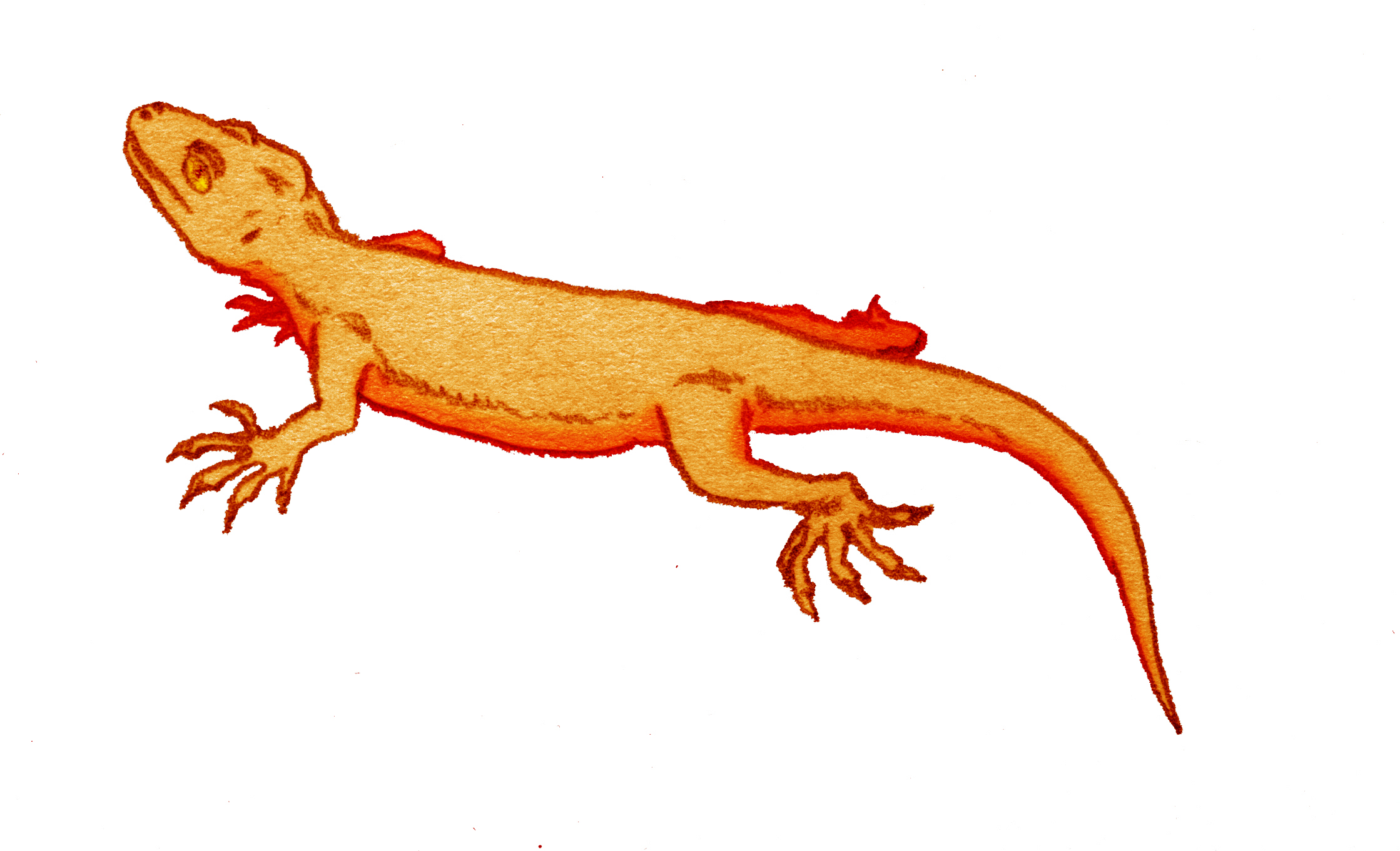
Recreación

Como ellos, era probablemente un cazador nocturno, lo bastante ágil para atrapar insectos al vuelo y aferrar arañas y lagartos más pequeños con sus poderosas mandíbulas.No se sabe si poseía las «almohadillas de fricción» de los gecos actuales. Estas almohadillas son escamas especializadas, situadas debajo de las patas, que permiten al animal trepar por superficies verticales lisas.